# Ádám Vay
Ádám Vay (ungarisch Vay Ádám; * 22. März 1994 in Budapest) ist ein ungarischer Eishockeytorwart, der seit 2018 beim HK Saryarka Karaganda in der Wysschaja Hockey-Liga unter Vertrag steht.

## Karriere
Ádám Vay begann seine Karriere in der Jugendabteilung des SHK KSK Bratislava, für den er in der zweiten slowakischen U18-Liga aktiv war. 2010 wechselte er zum ungarischen Serienmeister Alba Volán Székesfehérvár, für den er nicht nur in der ungarischen U18-Liga spielte, sondern auch zehnmal in der MOL Liga und zweimal in der ungarischen Liga eingesetzt wurde und so auch mithalf, den ungarischen Meistertitel zu gewinnen. Nach Stationen beim HK Trnava in der Slowakei und den Patriots Budapest in der multinationalen Juniorenliga Molodjoschnaja Chokkeinaja Liga zog es ihn 2013 erstmals in die Vereinigten Staaten, wo er bei den El Paso Rhinos in der Western State Hockey League spielte. 2014 konnte er mit den Rhinos die Liga gewinnen, wozu er mit der besten Fangquote und dem geringsten Gegentorschnitt maßgeblich beitrug. Nach einem Jahr beim Debreceni HK in der MOL Liga kehrte er nach Nordamerika zurück. Dort stand er zwei Jahre beim AHL-Club Iowa Wild unter Vertrag, kam aber erst im zweiten Jahr zu zwei Einsätzen. Stattdessen spielte er überwiegend für deren Farmteams Quad City Mallards (2016/17) und Rapid City Rush (2017/18) in der ECHL. Seit 2018 spielt er für den HK Saryarka Karaganda aus Kasachstan in der russischen Wysschaja Hockey-Liga.

### International
Für Ungarn nahm Vay im Juniorenbereich an den U18-Weltmeisterschaften der Division I 2010, 2011 und 2012 sowie der U20-Weltmeisterschaft der Division II 2011, als er die drittbeste Fangquote nach den beiden Polen Robert Kowalówka und Bartłomiej Niesłuchowski erreichte, teil.
Im Seniorenbereich gab er bei der Weltmeisterschaft 2016 sein Debüt in der ungarischen Nationalmannschaft, musste aber den Abstieg aus der Top-Division hinnehmen. So spielte er bei der Weltmeisterschaft 2018, als er mit der zweitbesten Fangquote nach dem Kasachen Henrik Karlsson in das All-Star-Team und zum besten Torhüter des Turniers gewählt wurde, in der Division I.

## Erfolge und Auszeichnungen
- 2010 Ungarischer Meister mit Alba Volán Székesfehérvár
- 2014 Gewinn der Western State Hockey League mit den El Paso Rhinos
- 2014 Beste Fangquote und geringster Gegentorschnitt der Western State Hockey League
- 2018 Bester Torhüter und All-Star-Team der Weltmeisterschaft der Division I, Gruppe A